# Lillsjön (Godegårds socken, Östergötland)
Lillsjön är en sjö i Motala kommun i Östergötland och ingår i Motala ströms huvudavrinningsområde. Lillsjön ligger i Lillsjökärret Natura 2000-område. Sjöns area är 0,063 kvadratkilometer och den är belägen 129 meter över havet.